# Tomtar & troll: Den hemliga kammaren
Tomtar & troll: Den hemliga kammaren (engelska: Gnomes and Trolls: The Secret Chamber) är en svensk datoranimerad film från 2008. Den är skapad av produktionsbolaget White Shark i samarbete med exekutiva producenterna Alec Sokolow samt Joel Cohen. Filmen är den första dator-animerade filmen producerad av ett svenskt filmbolag.

## Handling
Junior, filmens huvudfigur är en ung tomte som gillar uppfinningar. Han uppfinner en flygmaskin i sitt rum och gillar att titta på stjärnor i sin stjärnkikare och drömma sig bort.
När katastrofen inträffar, beger han sig ut men sin bästa vän, Smygis, som är en kråka, på en resa för att ställa allt till rätta. Handlingen är en enkel historia om att förverkliga sig själv och vänder sig till de yngre barnen. 

## Svenska röster
| Roll   | Engelsk röst        | Svensk röst        |
| ------ | ------------------- | ------------------ |
| Taggen |                     | Peter Stormare     |
| Spiken |                     | Peter Stormare     |
| Hilda  |                     | Peter Stormare     |
| Fassa  | André Sagliuzzo     | Sven Wollter       |
| Fejs   | Joe Cappelletti     | Dogge Doggelito    |
| Svea   | Monica Lee          | Lill Lindfors      |
| Junior | Elizabeth Daily     | Johan Hallström    |
| Smygis | Greg Berg           | Henrik Hjelt       |
| Jalle  | Lloyd Sherr         | Hans Alfredson     |
| Sluggo | James Arnold Taylor | Michael Bjerkhagen |
| Alley  | Kate Higgins        | Callin Öhrnvall    |
| Dawn   | Kym Hoy             | Janet Leon         |

## Produktion
Robert Rhodin hade sedan 2004 sökt finansiering för sitt hjärteprojekt att göra en svensk 3D-animerad vikingafilm vid namn Astrid Silverlock. Sommaren 2007 blev ett led i finansieringen av filmprojektet klart, nämligen att först göra en kortare film på 55 minuter som i slutändan blev Tomtar & Troll: Den hemliga kammaren. Med sig i projektet fick Rhodin bland andra de amerikanska manusförfattarna Joel Cohen och Alec Sokolow och den svenska musikern Anders Bagge som också blev delägare i produktionsbolaget White Shark AB som skulle producera filmen. Filmen planerades bli klar till 31 januari 2008 och ha premiär till sportlovet samma år.
Filmen premiärvisades under filmfestivalen i Cannes 2008 där White Shark även var på plats för att sälja filmen till amerikanska och europeiska distributörer.

## Distribution
Totalt har filmen fått distribution i cirka 80 länder och dubbats till ett tiotal språk. Filmen har visats på bio i fyra länder, Turkiet, Kuwait, Förenade Arabemiraten[källa behövs] och Sverige medan i övriga länder släpptes den direkt till DVD. Filmen släpptes igen den 3 november 2014 av distributören Njuta Films.

## Festivaler
Filmen har bjudits in till ett stort antal filmfestivaler från hela världen under 2008-2010. Ett axplock:
- Filmfestivalen i Cannes (2008)[9]
- Halifax, Nova Scotia, Kanada (21 april 2009)[12]
- Kristiansand, Norge (2009)[13]
- 5th Dubai Film Festival (Nov 2008) [14]
- Zin Fest i Tjeckien (2009)[15]
- BUFF Filmfestival i Malmö (Mars 2009)[16]
- Cairo International film festival (Mars 2009)[17]
- 11th Seoul International Youth Film Festival (Juni 2009)[18]
- 10th China International Children's Film festival (Sept 2009)[19]
- 4th International Bursa Silk Road Film Festival (Nov 2009)[20]
- Nice film festival Liverpool (Dec 2009)[21]
- 6th Childrens India (Jan 2010)[22]

## Mottagande

### Kritiker
Svenska recensenter har givit filmen genomgående lågt betyg, undantaget en del mindre kända webbplatser.
- Svenska Dagbladets Jeannette Gentele skriver "Man kan bara beklaga att Peter Stormare, Sven Wollter, Dogge Doggelito, Hans Alfredson och Lill Lindfors lånat ut sina röster till sådan här smörja".[23]
- Expressens Jenny Richardson skriver att "White Shark vill vara svenska Pixar, och har lyckats göra en framgångsrik filmexport redan innan premiär. Med själva filmen är det värre. De snälla tomtarna är småtråkiga, men de elaka trollen är skönt lortiga".[24]
- Dagens Nyheters Eva af Geijerstam skriver att hon "med sorg i hjärtat bevittnar ... detta snöhöljda svenska animerade barnplågeri".[25]
- Upsala Nya Tidnings Hanif Sabzevari skriver "White Shark sätter Sverige på animeringskartan".[26]
- film.nus Petter Stjernstedt skriver "Se upp, Pixar!"[27]
- TT Spektras Erik Helmersson skriver att "De senaste tio åren har jag sett ungefär 2 000 filmer. ”Tomtar & troll” är bland de tio sämsta."[28]

### Kommersiell respons
Filmen sågs av 4 676 biobesökare och tjänade in 352 805 kronor och fick stöd från Svenska filminstitutet på 344 525 kronor.

## Merchandise
I december 2008 tecknade White Shark ett 4-årsavtal med leksakstillverkaren Sizzle om att producera merchandise från filmen. I avtalet ingick också rättigheterna till merchandise för de ofärdiga filmerna Astrid Silverlock och 1000 nights.

## Uppföljare
Det planerades för en uppföljare vid namn Gnomes and Trolls II: The Forest Trail.
2009 skrev White Shark avtal med Hidden Entertainment om att producera ett datorspel för PC och Mac som bygger på filmen. Målsättningen var att spelet skulle finnas på marknaden till julen 2009.

## Anteckningar
1. ↑  352 805 kronor i biljettintäkter, 344 525 stöd från Svenska filminstitutet